# Tsukasa Shiotani
Tsukasa Shiotani (塩谷 司 Shiotani Tsukasa; Komatsushima, 5 de dezembro de 1988) é um futebolista japonês que atua como defesa no  Sanfrecce Hiroshima.

## Carreira
Começou no  Mito HollyHock, suas boas exibições na J-League 2, o levaram para o  Sanfrecce Hiroshima, e posteriormente a Seleção Japonesa de Futebol. Conquistou duas ligas, sendo um dos defensores mais eficientes da J-League.

## Títulos
Sanfrecce Hiroshima
- Campeonato Japonês: 2012, 2013, 2015
- Supercopa do Japão: 2013, 2014, 2016

### Prêmios individuais
- Seleção do Campeonato Japonês: 2014, 2015, 2016